# Honolulu
Honolulu o Honolulú (pron. en inglés /ˌhɒnəˈluːluː/ escuchar)ⓘ, en hawaiano  /honoˈlulu/) es la capital y localidad más grande del estado de Hawái, en los Estados Unidos. Honolulu es la ciudad más sureña de entre las principales ciudades estadounidenses. Aunque el nombre de Honolulu se refiere a las áreas urbanas en la costa sureste de la isla de Oahu, la ciudad y el condado de Honolulu han formado una ciudad-condado consolidada que cubre toda la isla (aproximadamente 600 km² de superficie).
En hawaiano, "Honolulu" significa "bahía resguardada" o "lugar de resguardo". Se dice que antiguamente se llamaba Kou, el nombre de un distrito que abarca aproximadamente el área desde Nuuanu Avenue a Alakea Street y de Hotel Street a Queen Street, y que es el corazón del actual distrito del centro.
Otros lugares de Oahu con renombre internacional son Waikiki, Pearl Harbor y Diamond Head. Según el censo del 1 de julio de 2004, las estimaciones de población de Honolulu eran de 377 260 habs. y para el condado completo, de 900 000. Aquí en 1961 nació Barack Obama, presidente de los Estados Unidos entre 2009 y 2017.

## Historia
No se sabe a ciencia cierta cuándo fue que se establecieron en Honolulu los primeros emigrantes polinesios. Algunos opinan que se fundó a principios del segundo milenio antes de Cristo por una comunidad perteneciente de Polinesia. Lo que está claro es que algunas descripciones orales y artefactos encontrados indican que en el siglo XII ya había una comunidad establecida en el sitio donde hoy se encuentra Honolulu. Sin embargo, cuando Kamehameha I conquistó Oahu en la batalla de Nuuanu Pali, el monarca trasladó su corte de la isla de Hawái a Waikiki en 1804. Su corte volvió a mudarse, en 1809, donde hoy se encuentra el centro de Honolulu.El capitán inglés William Brown fue el primer extranjero en llegar, en 1794, a lo que hoy es el puerto de Honolulú. Desde entonces una gran cantidad de barcos extranjeros comenzarían a visitar el puerto, convirtiendo a Honolulu en un punto frecuentado por las naves mercantes provenientes de Norteamérica y Asia.

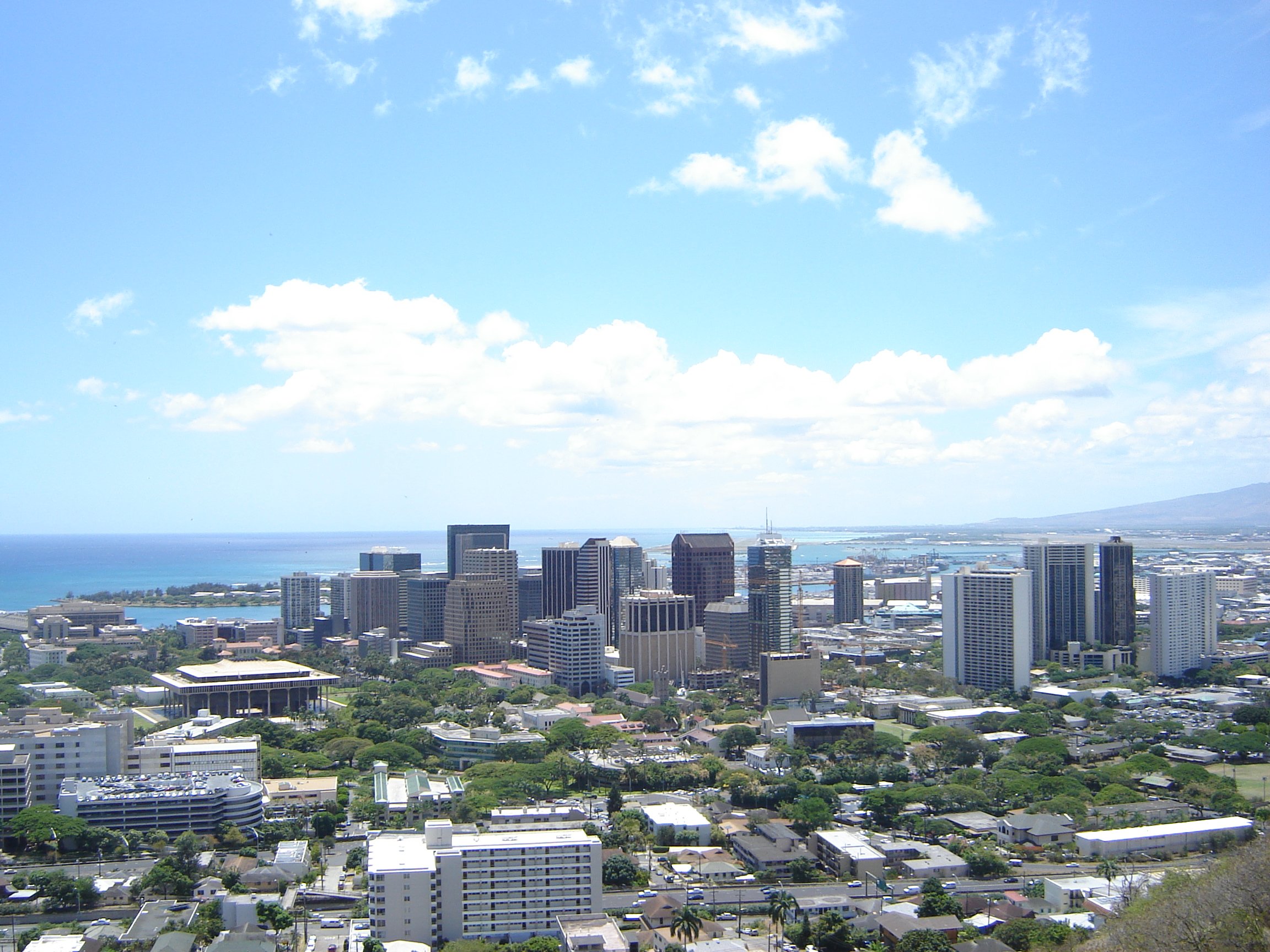
Vista del centro de Honolulu.

En 1845, Kamehameha III cambió la capital del reino de Hawái de Lahaina, en Maui, a Honolulu. Durante su reinado y el de sus sucesores Honolulu se transformó en una moderna capital, con la construcción de edificios como la Catedral de San Andrés, el Palacio 'Iolani y Aliʻiōlani Hale. Al mismo tiempo, Honolulu se convirtió en el centro del comercio en las islas, con el establecimiento de grandes empresas en el centro de Honolulu por los descendientes de los misioneros estadounidenses.
A pesar de la historia turbulenta de finales del siglo XIX y principios del siglo XX, que incluye la caída de la monarquía hawaiana, la anexión a los Estados Unidos en 1898 y el ataque de los japoneses en la Segunda Guerra Mundial, Honolulú nunca dejó de ser la capital, ciudad más grande y principal puerto marítimo de las islas hawaianas.
Tras la inclusión de Hawái como estado de la Unión el 21 de agosto de 1959, se produjo una explosión económica y un crecimiento acelerado para Honolulu, y Hawái en general. El moderno transporte aéreo traería a miles y, más adelante, millones de visitantes cada año a las islas. Actualmente, Honolulu es una ciudad moderna con numerosos rascacielos y Waikiki es el centro de la industria turística en Hawái, con miles de plazas hoteleras.

## Clima
El clima en Honolulu es tropical, con temperaturas suaves durante todo el año y mayormente tiempo seco en verano. Estas suelen oscilar entre 19-26 °C durante los meses de invierno y los 24-32 °C en agosto y septiembre. Este clima favorece la práctica de deportes al aire libre como el surf, tan típicamente hawaiano. La época de lluvias tiene lugar durante los meses de invierno, pudiendo aparecer las llamadas lluvias tropicales, cortas pero generalmente de mucha intensidad. Según la Clasificación climática de Köppen, el clima de Honolulu es semiárido cálido (BSh), aunque puede parecerse al mediterráneo seco
| Parámetros climáticos promedio de Aeropuerto Internacional Daniel K. Inouye (normales 1991−2020, extremos 1877−presente) | Parámetros climáticos promedio de Aeropuerto Internacional Daniel K. Inouye (normales 1991−2020, extremos 1877−presente) | Parámetros climáticos promedio de Aeropuerto Internacional Daniel K. Inouye (normales 1991−2020, extremos 1877−presente) | Parámetros climáticos promedio de Aeropuerto Internacional Daniel K. Inouye (normales 1991−2020, extremos 1877−presente) | Parámetros climáticos promedio de Aeropuerto Internacional Daniel K. Inouye (normales 1991−2020, extremos 1877−presente) | Parámetros climáticos promedio de Aeropuerto Internacional Daniel K. Inouye (normales 1991−2020, extremos 1877−presente) | Parámetros climáticos promedio de Aeropuerto Internacional Daniel K. Inouye (normales 1991−2020, extremos 1877−presente) | Parámetros climáticos promedio de Aeropuerto Internacional Daniel K. Inouye (normales 1991−2020, extremos 1877−presente) | Parámetros climáticos promedio de Aeropuerto Internacional Daniel K. Inouye (normales 1991−2020, extremos 1877−presente) | Parámetros climáticos promedio de Aeropuerto Internacional Daniel K. Inouye (normales 1991−2020, extremos 1877−presente) | Parámetros climáticos promedio de Aeropuerto Internacional Daniel K. Inouye (normales 1991−2020, extremos 1877−presente) | Parámetros climáticos promedio de Aeropuerto Internacional Daniel K. Inouye (normales 1991−2020, extremos 1877−presente) | Parámetros climáticos promedio de Aeropuerto Internacional Daniel K. Inouye (normales 1991−2020, extremos 1877−presente) | Parámetros climáticos promedio de Aeropuerto Internacional Daniel K. Inouye (normales 1991−2020, extremos 1877−presente) |
| Mes | Ene. | Feb. | Mar. | Abr. | May. | Jun. | Jul. | Ago. | Sep. | Oct. | Nov. | Dic. | Anual |
| --- | --- | --- | --- | --- | --- | --- | --- | --- | --- | --- | --- | --- | --- |
| Temp. máx. abs. (°C) | 31.1 | 31.1 | 31.7 | 32.8 | 33.9 | 33.3 | 34.4 | 35 | 35 | 34.4 | 33.9 | 31.7 | 35 |
| Temp. máx. media (°C) | 26.9 | 26.9 | 27.3 | 28.4 | 29.3 | 30.5 | 31.2 | 31.6 | 31.3 | 30.5 | 28.9 | 27.7 | 29.2 |
| Temp. media (°C) | 23.1 | 23.2 | 23.7 | 24.8 | 25.7 | 26.8 | 27.6 | 27.9 | 27.6 | 26.9 | 25.6 | 24.2 | 25.6 |
| Temp. mín. media (°C) | 19.3 | 19.5 | 20.1 | 21.2 | 21.9 | 23.2 | 23.9 | 24.2 | 23.8 | 23.3 | 22.1 | 20.7 | 21.9 |
| Temp. mín. abs. (°C) | 11.1 | 11.1 | 11.7 | 13.3 | 15.6 | 17.2 | 17.2 | 17.2 | 17.8 | 16.1 | 13.9 | 12.2 | 11.1 |
| Precipitación total (mm)                                                                                                 | 46.7 | 49.3 | 59.9 | 19.6 | 20.8 | 12.7 | 13.2 | 21.3 | 22.4 | 38.4 | 57.2 | 55.4 | 416.8 |
| Días de precipitaciones (≥ 0.2 mm)                                                                                       | 7.7 | 7.6 | 8.7 | 7.5 | 6.0 | 6.3 | 7.3 | 5.7 | 7.2 | 7.7 | 8.6 | 8.9 | 89.2 |
| Horas de sol | 213.5 | 212.7 | 259.2 | 251.8 | 280.6 | 286.1 | 306.2 | 303.1 | 278.8 | 244.0 | 200.4 | 199.5 | 3035.9 |
| Humedad relativa (%) | 73.3 | 70.8 | 68.8 | 67.3 | 66.1 | 64.4 | 64.6 | 64.1 | 65.5 | 67.5 | 70.4 | 72.4 | 67.9 |
| Fuente: NOAA (humedad y horas de sol 1961–1990)                                                                          | | | | | | | | | | | | | |

## Distritos

### Barrios y distritos especiales
- Downtown Honolulu: es el centro financiero, comercial y gubernamental de Hawái. En los muelles está el faro Aloha Tower, uno de los principales puntos de referencia del estado y el que por años fue el rascacielos más alto de Hawái. Actualmente el First Hawaiian Center, de 134 metros, es el rascacielos de más altura, en King & Bishop Streets.

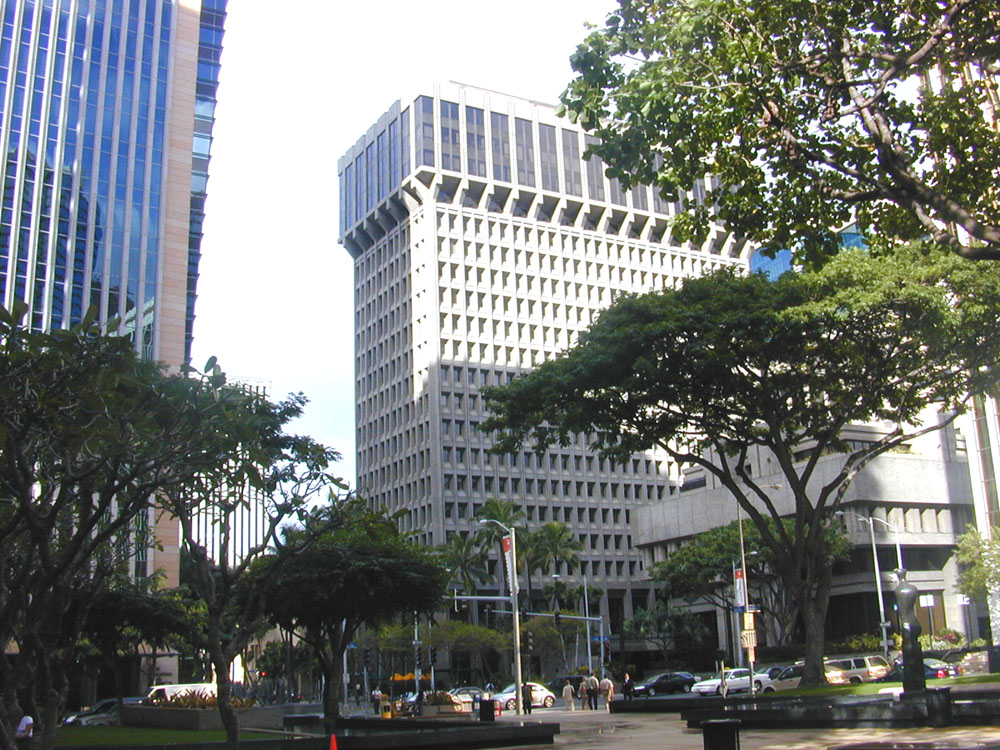
El centro de Honolulu visto desde las calles Bishop y King, con el First Hawaiian Center a la izquierda y el Banco de Hawái a la derecha.

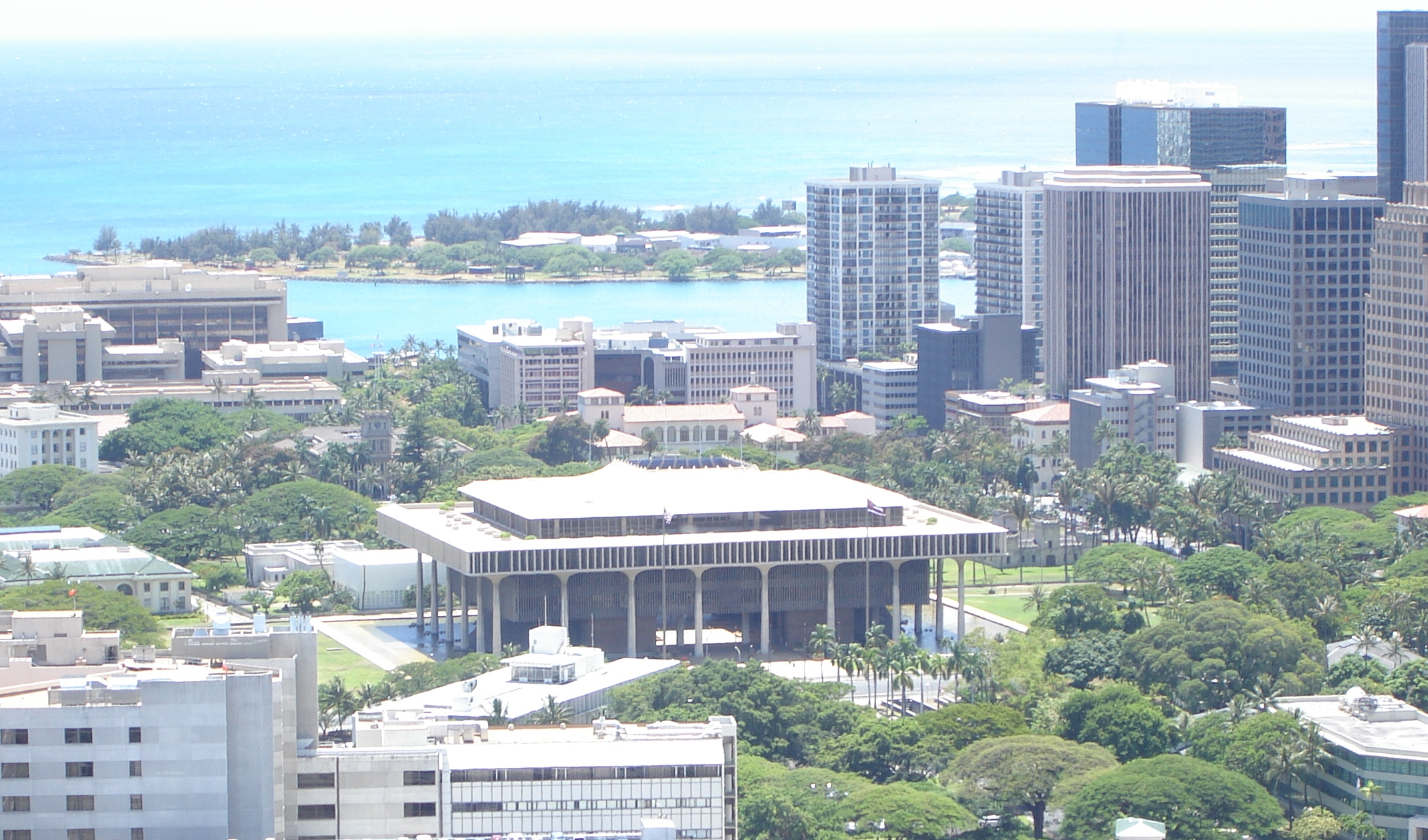
El Capitolio de Hawái desde el Punchbowl Crater.

- Distrito de Artes: está localizado entre el centro de la ciudad y el barrio chino. Es un área que abarca 12 barrios, entre los que se encuentran Bethel & Smith Streets, Nimitz Highway y Beretania Street, casa de numerosas instituciones culturales. Se encuentra dentro del Distrito Histórico de Chinatown.
- Distrito del Capitolio: está en la parte del este del centro de Honolulu. Es el actual e histórico centro del gobierno estatal de Hawái, contando con el Capitolio de Hawái, el Palacio 'Iolani, el Ayuntamiento de Honolulu, la Biblioteca Estatal, y la estatua del Rey Kamehameha I, junto con numerosos edificios gubernamentales.
- Kakaako: es un distrito comercial y de venta al por menor, situado entre Ala Moana cerca de Waikīkī al este, el centro Honolulu y el Puerto de Honolulu al oeste. Kaka'ako es situado a lo largo de las orillas del sur de la isla de O'ahu y destaca una extensión enorme de muelles. En Kakaako se encuentran dos zonas centradas principalmente en las tiendas, como son Ward Warehouse y Ward Centre, además de la Escuela de Medicina John A. Burns, que forma parte de la Universidad de Hawái en Manoa. Un monumento conmemorativo en honor de las víctimas del incidente Ehime Maru está construido en el Kakaako Waterfront Park.
- Waikiki: es el distrito turístico más famoso de Honolulu, localizado entre Ala Wai Canal y el Océano Pacífico, cerca de Diamond Head. Numerosos hoteles, tiendas, y oportunidades nocturnas están situadas junto a las avenidas Kalakaua y Kuhio. La mundialmente famosa playa de Waikiki atrae millones de turistas al año, además de ser una de las cunas de la cultura surf. Al oeste de Waikiki está el Ala Moana Center, el centro comercial al aire libre más grande del mundo.
- Manoa y Makiki: son barrios residenciales situados en el centro de la ciudad. En el Valle de Manoa se encuentran los principales campus de la Universidad de Hawái.
- Nuuanu y Pauoa: son distritos de clase media localizados en el centro de Honolulu. El Punchbowl National Cemetery, cementerio en honor a las personas que han servido a las Fuerzas Armadas de los Estados Unidos, está situado en el Punchbowl Cráter frente al Valle de Pauoa.
- Palolo y Kaimuki: son barrios al este de Manoa y Makiki, en el interior de Diamond Head. Palolo Valley está paralelo a Manoa y es un barrio residencial. Kaimuki es principalmente un barrio residencial con una tira comercial centrado en la Avenida Waialae, detrás de Diamond Head. La Universidad Chaminade está en Kaimuki.
- Waialae y Kahala: son distritos de clase alta de Honolulu, localizados en el este de Diamond Head, donde se encuentran casas de coste elevado. En estos barrios también están el Waialae Country Club y el The Kahala Hotel & Resort.
- East Honolulu: al este de la ciudad se encuentran las comunidades residenciales de Aina Haina, Niu Valley y Hawái Kai, siendo barrios de clase media-alta, y Wai'alae 'iki y Hawái Loa Ridge.
- Kalihi y Palama: son barrios de clase trabajadora con unidades vecinales del gobierno. Lower Kalihi, hacia el océano, es un distrito industrial ligero.
- Salt Lake y Aliamanu: son áreas residenciales construidas en extintas tobas volcánicas junto al final del oeste del distrito de Honolulu, no muy lejos del Aeropuerto Internacional de Honolulu.
- Moanalua: son dos barrios y un valle al final del oeste de la ciudad, donde se encuentra el Tripler Army Medical Center.

## Gobierno
Gobernado originalmente por una junta de supervisores, la ciudad y el condado de Honolulu se administra bajo sistema del alcalde-consejo del gobierno que supervisa todos los servicios municipales: defensa civil, licencia de conducir, emergencia médica, fuego, parques, policía, saneamiento, calles y agua, entre otras. Uno de los gobiernos municipales más grandes de Estados Unidos, la ciudad y el condado de Honolulu tiene un presupuesto de operaciones anual de alrededor de tres mil millones de dólares. La Agencia Federal de Prisiones (BOP) gestiona el Centro Federal de Detención, Honolulu.

## Demografía

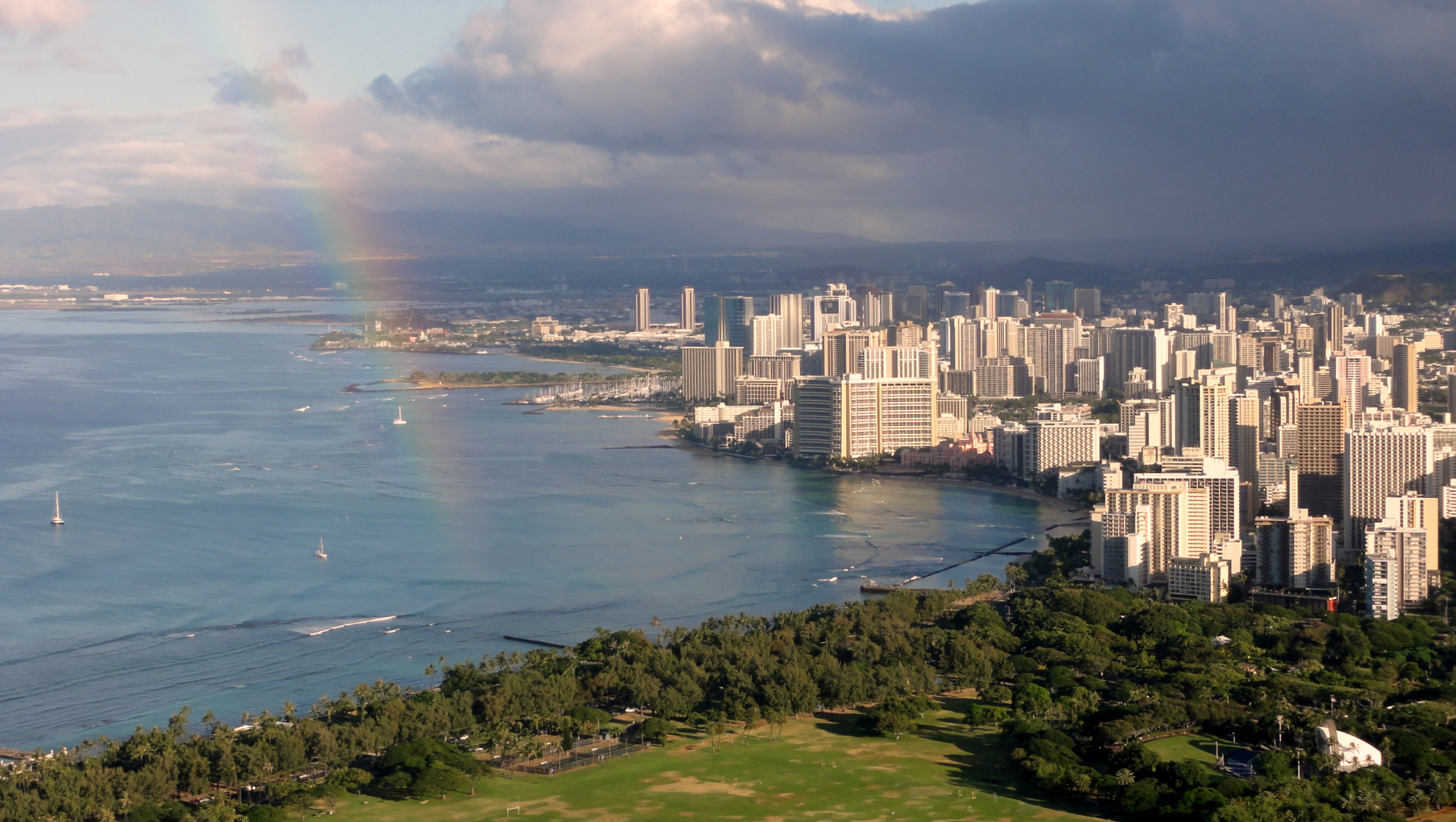
Vista de Honolulu desde Diamond Head.

Según el censo realizado en Estados Unidos en 2010 la población de Honolulu era de 390.738 personas. De ellos, 192.781 (49,3%) eran hombres y 197.957 (50,7%) eran mujeres. La media de edad era de 70,0 años para los hombres y 73,0 para las mujeres, con una edad media global de 41,3%. Aproximadamente el 84,7% de la población total era mayor de 16 años. El 82,6% tenían 18 años o más, el 78,8% tenían 21 años o más, el 21,4% tenía 62 años o más, y el 17,8% tenía 65 años o más.
En cuanto a la etnia y el origen étnico, el 17,9% de la población era blanca, el 1,5% era negra o afroamericana, el 0,2% eran indios americanos o nativos de Alaska, el 54,8% eran asiáticos, el 8,4% eran hawaianos nativos o procedentes de otras de las islas del Pacífico, el 0,8% era de alguna otra raza y el 16,3% era de dos o más razas. Los hispanos y latinos de cualquier raza sumaban el 5,4% de la población. En 1970, la Oficina del Censo registró la población de Honolulu como 33,9% de etnia blanca y el 53,7% etnia asiática y las islas del Pacífico.
Los asiático-americanos representan la mayoría de la población de Honolulu, en la que los japoneses-americanos representan el 19,9% de la población; los filipinoamericanos representan el 13,2% de la población y los estadounidenses de origen chino componen un 10,4% de la población. Las personas de ascendencia exclusivamente hawaiana nativa constituían tan solo el 3,2% de la población. Los procedentes de Samoa Americana alcanzan un 1,5% de la población. Las personas del pueblo chamorro son un 0,2% de la población o lo que es lo mismo 841 habitantes. El ingreso medio para un hogar en la ciudad fue de 45.112 dólares, y el ingreso medio para una familia es de 56.311 dólares. Los hombres tenían un ingreso medio de 36.631 dólares frente a los 29.930 de las mujeres. El 11,8% de la población y 7,9% de las familias están por debajo del umbral de la pobreza. Del total de la población, el 14,6% de los menores de 18 años y el 8,5% de las personas de 65 años y más viven por debajo del umbral de pobreza.
| 22.907 | 39.306 | 52.183 | 83.327 | 137.582 | 179.326 | 248.034 | 294.194 | 324.871 | 365.048 | 365.272 | 371.657 | 390.738 |

## Transportes

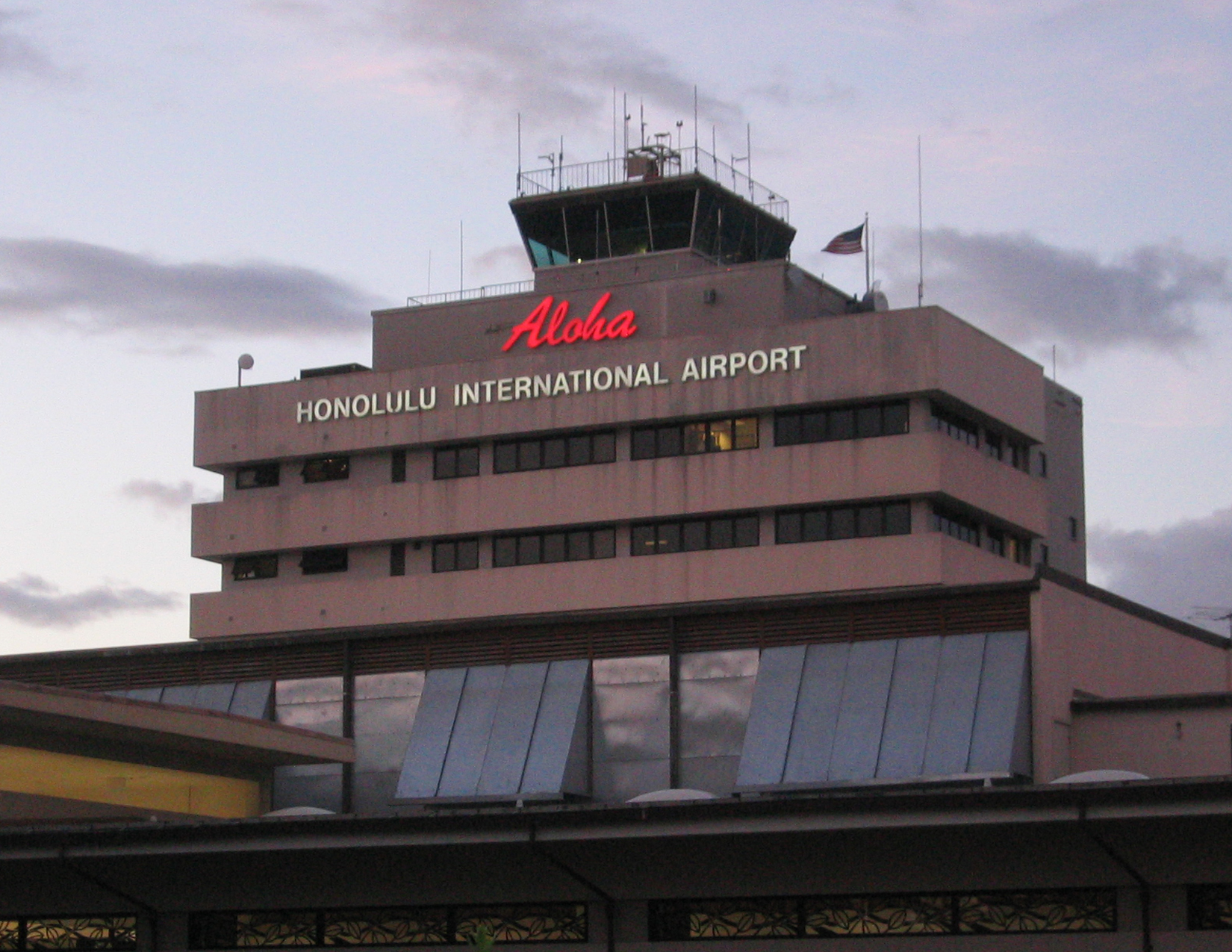
Terminal del Aeropuerto Internacional de Honolulu.

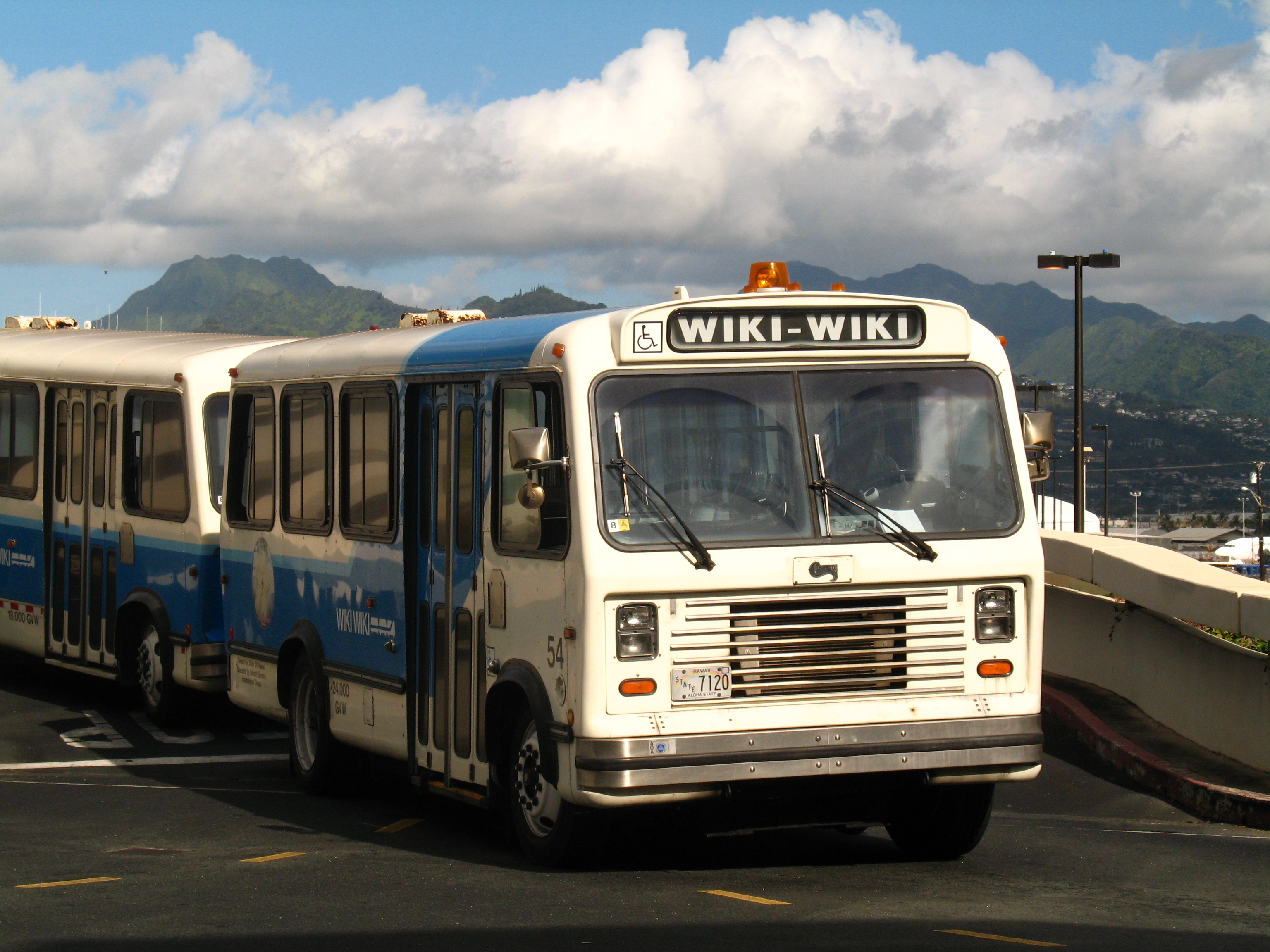
Servicio de autobuses Wiki-Wiki que conectan Honolulu con su aeropuerto.

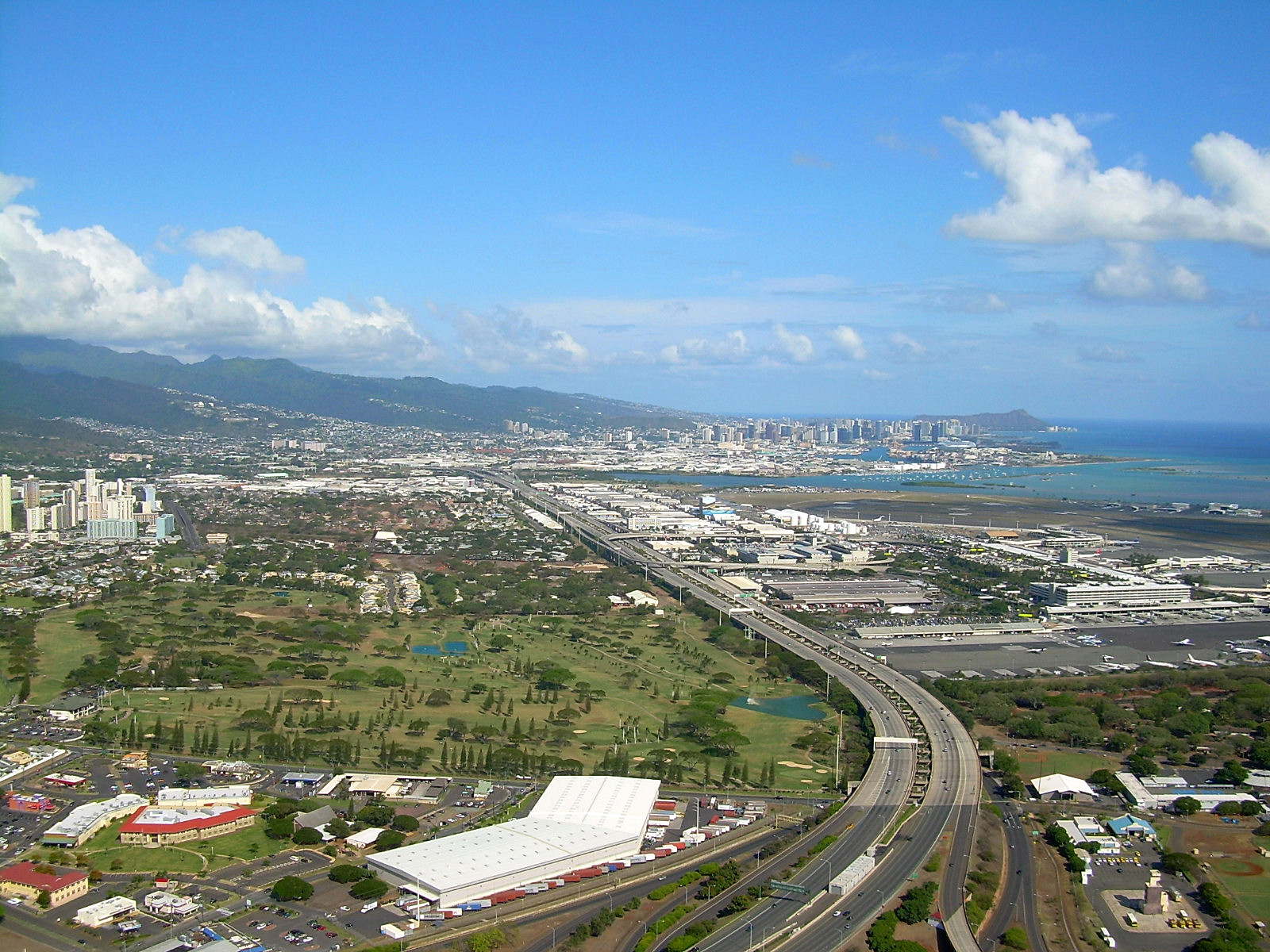
Vista aérea de la ciudad, con la H-1 y el aeropuerto a la derecha.

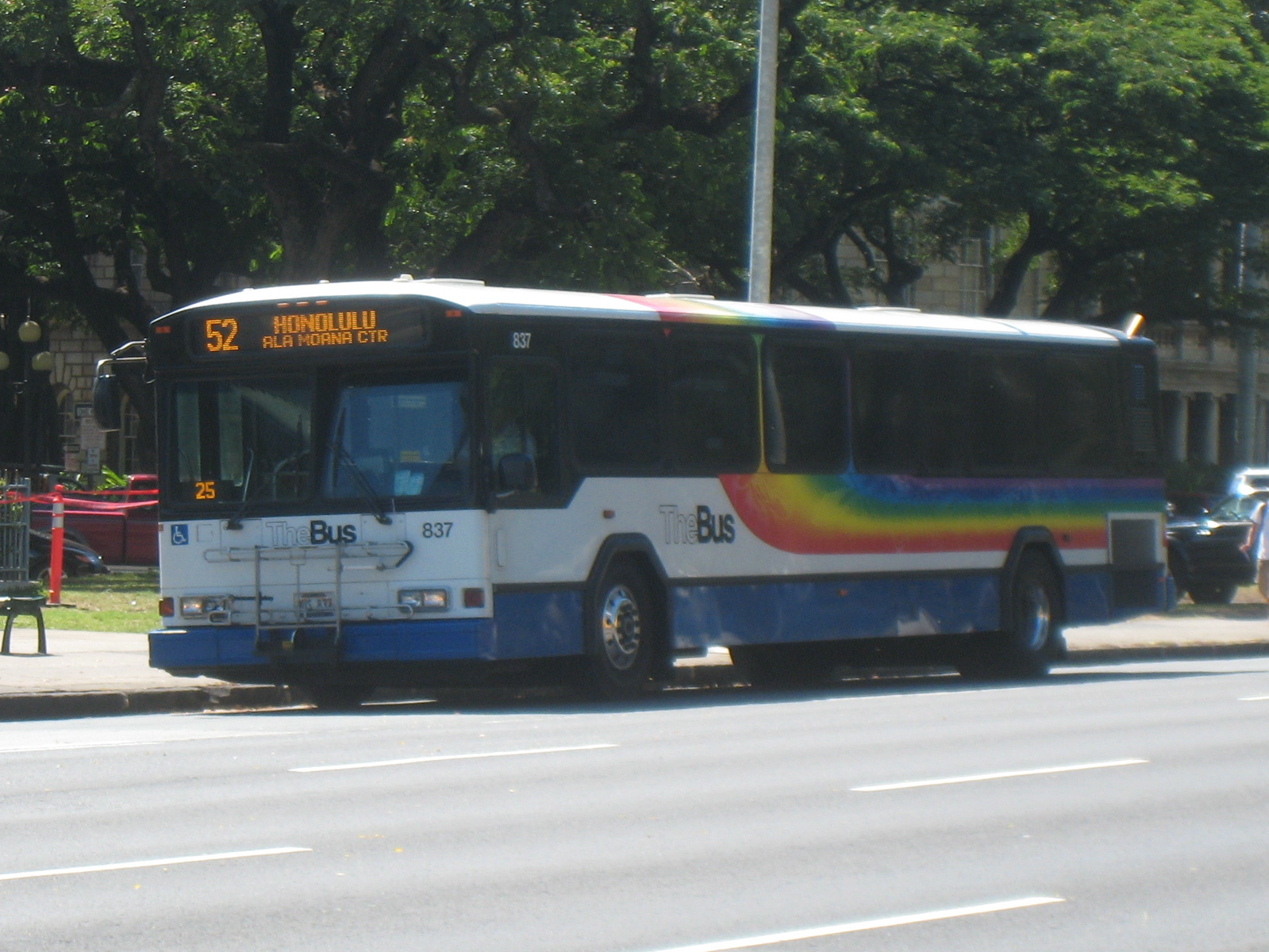
Un TheBus cerca de la intersección de King and Punchbowl Streets, cerca del centro de la ciudad.

### Aéreo
Honolulu cuenta con el Aeropuerto Internacional de Honolulu (HNL), que se encuentra localizado en el final occidental de la propia ciudad y que es la principal puerta aérea del estado de Hawái. Debido a su localización en el centro del Océano Pacífico, es además la principal escala de los vuelos transpacíficos desde y hacia Estados Unidos. Una línea de autobuses conocidos como Wiki-Wiki conectan la terminal con la ciudad.
El HNL se inauguró en marzo de 1927 con el nombre de aeropuerto John Rodgers y fue ampliado entre 1939 y 1943 mediante el dragado de la laguna Keechi, habilitándolo así también para el aterrizaje de hidroaviones. En 1965 fue demolido el edificio original y ocupó su sitio otro construido previamente en 1962. Además se le agregaron nuevas terminales en 1970, 1972 y 1980.

### Autopistas
Como la mayoría de las grandes ciudades americanas, el área urbana de Honolulu tiene una intensa congestión de tráfico durante las horas laborales, especialmente desde y hasta los barrios occidentales de Kapolei, Ewa, Aiea, Pearl City, Waipahu y Mililani. Honolulu ha sido calificada como la ciudad con mayor congestión de tráfico de todos los Estados Unidos, superando a la antigua poseedora del récord, la ciudad de Los Ángeles, los conductores pierden un promedio de más de 2 días al año en las carreteras congestionadas. Existen varias autovías libres de peaje que conectan como Honolulu:
La Interestatal H-1 es la principal y más utilizada de ellas, entra a la ciudad desde el oeste, cruza la base de la “Air Force” Hickam y el Aeropuerto Internacional de Honolulu, sigue a lo largo del centro, continúa hacia los barrios del este cruzando Makiki y Kaimuki, finalizando en Waialae/Kahala. La H-1 conecta con la Interestatal H-2 desde Wahiawa y con la Interestatal H-3 desde Kaneohe, al oeste de la propia ciudad, esta última es también conocida como la autovía libre de peaje John A. Burns, y a pesar de la numeración, es significativo que es una autopista de este a oeste. Sin embargo, muchos residentes lo consideran la ruta para ir de norte a sur, desde la costa de sotavento (noreste) hasta el lado sur de la isla. La Interestatal H-201 conocida como la Moanalua Freeway y antes como la carretera estatal 78 de Hawái, conecta dos puntos a lo largo de la H-1: el estadio Aloha y Fort Shafter.
Cerca de la H-1 y del estadio Aloha, la H-2 tiene conexión con el final occidental de la H-3 con el lado posterior de Oahu Kaneohe. Este complejo de rampas de conexión, algunas directamente entre la H-1 y H-3, está en Halawa. Otras autopistas importantes que conectan Honolulu con otras partes de la isla de Oahu son la Autopista de Pali (estatal 61) que cruza el norte encima de las montañas Koolau por los túneles de Pali para conectar con Kailua y Kaneoche en el lado de sotavento de la isla, la Autopista Likelike (estatal 63) que cruza de Koolau a Kaneoche por los túneles Wilson, la Autopista Kalanianaole (estatal 72) discurre desde Waialae/Kahala en el este hasta Hawái kai, y rodea el lado este de la isla en a dirección Waimanalo Beach y la Autopista Kamehameha (estatal 99) discurre por el oeste desde cerca de la base Hickam de la Air Force, hasta Aieda, cruzando el centro de la isla y finalizando en Kaneohe.

### Transporte público

#### Autobús
El sistema de transporte público de Honolulu ha sido premiado dos veces por la American Public Transportation Association (Asociación Americana de Transporte Público) con el título del Mejor sistema de transporte de América en 1994- 1995 y 2000-2001.[cita requerida] El sistema público de Oahu tiene 107 líneas con una flota de 525 autobuses. En 2004, se inicia la construcción de un Autobús de tránsito rápido (BRT) usando el carril derecho exclusivo para autobuses. El sistema, propuesto por el exalcalde Jeremy Harris, se esperaba que uniese el barrio de Iwilei con Waikiki, pero el alcalde Mufi Hannemann ha desmantelado el sistema BRT y colocado esos autobuses en otras rutas de autobús.

#### Ferrocarril
A la fecha, no hay ningún sistema de ferrocarril en Honolulu. Sin embargo, en 2004 la ciudad de Honolulu y el Estado de Hawái aprobaron el desarrollo de un plan de acción para instalar vías para transportes de pasajeros, acometiéndolo en varias fases. La línea inicial podría unir Kapolei en Ohau Oeste con la Universidad de Hawái en Manoa. Se realizaron muchos intentos desde la década de 1980 y 1990 para construir un sistema de transporte público con railes fijos, pero se detuvo durante los debates del consejo de la ciudad. Sin embargo, el 22 de diciembre de 2006, el Consejo de la ciudad de Honolulu aprobó un sistema de railes guía que podría funcionar tanto con trenes como con autobuses, que discurre desde Kapolei al oeste de Oahu hacia Ala Moana, con desvíos dentro de Waikiki y Manoa.

## Educación
El Departamento de Educación del Estado de Hawái gestiona las escuelas públicas.

### Universidades e Institutos
Existen cuatro universidades y tres institutos acreditados por la WASC en Honolulú:
- Argosy University
- Chaminade University of Honolulu
- Hawaii Pacific University
- University of Hawaii at Manoa
- Hawaii Tokai International College
- Honolulu Community College
- Kapiolani Community College

## Deporte

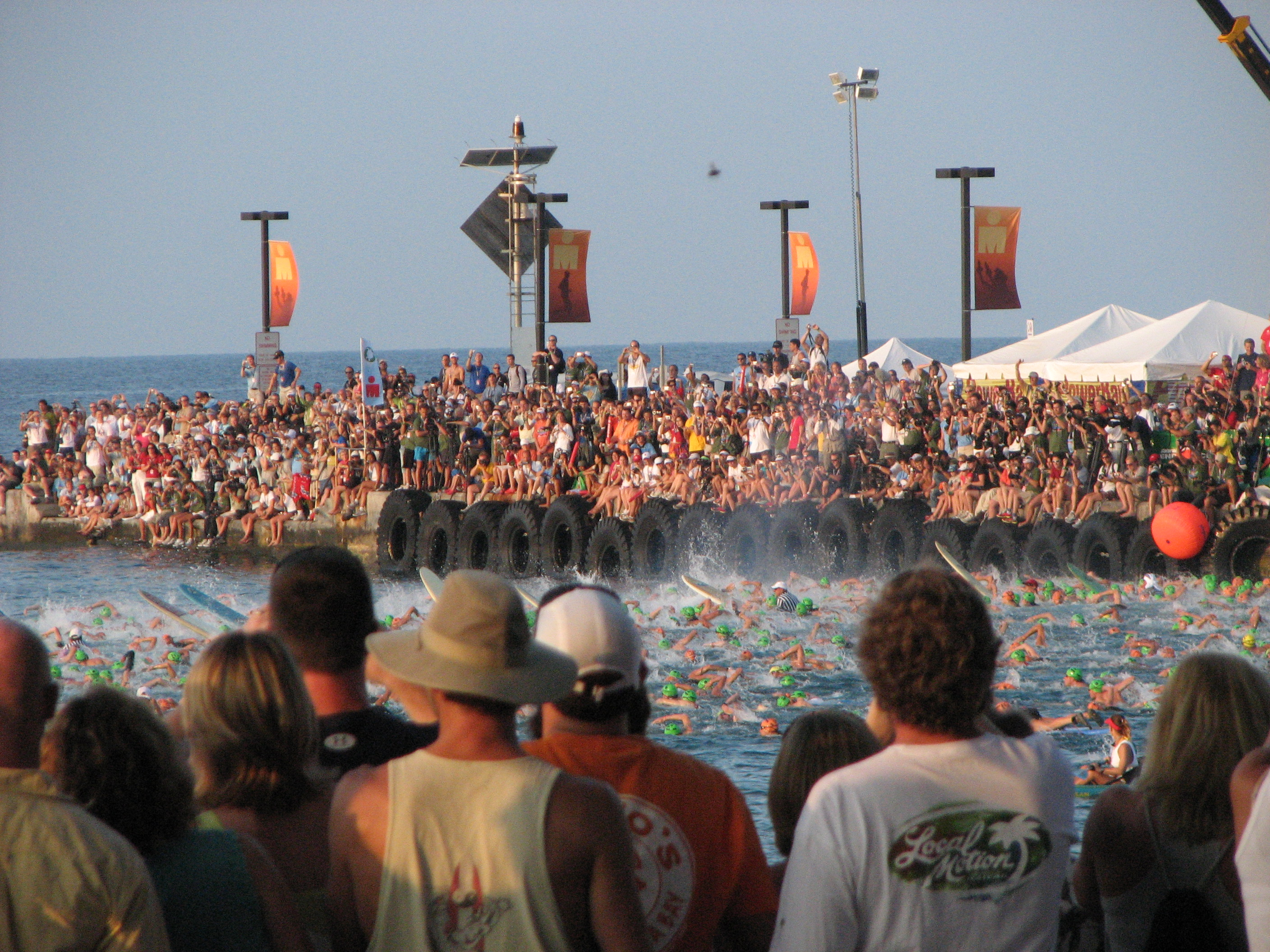
Edición de 2008 del Ironman de Hawái.

El clima de Honolulu es muy propicio para la realización de actividades deportivas al aire libre durante todo el año. En 2004, la revista Men's Fitness nombró a la ciudad como la más deportiva de todos los Estados Unidos. En Honolulu se celebran varias carreras masivas:
- La Great Aloha Run es una carrera a pie de 8 millas (13 km) que se celebra anualmente el Día del Presidente desde 1985.
- El Maratón de Honolulu se celebra anualmente el segundo domingo de diciembre desde 1973. Atrae a más de 20.000 participantes cada año, la mitad a dos tercios de ellas procedentes de Japón.
- El Triatlón de Honolulu se celebra anualmente en mayo desde 2004.
- El Ironman de Hawái se realiza desde 1978, siendo el primer triatón de la historia en dicha distancia.

Los aficionados de los deportes con espectadores en Honolulu en general apoyan el fútbol americano, voleibol, baloncesto, rugby, Rugby League y el béisbol de la Universidad de Hawái. Actualmente Honolulu no tiene equipos deportivos profesionales aunque en el pasado fue la sede de los Hawaii Islanders (Pacific Coast League, 1961-87), el Team Hawaii (North American Soccer League, 1977), y los Hawaiian Islanders (AF2 2002-2004). La competición Hawaii Bowl perteneciente a la National Collegiate Athletic Association se juega en Honolulu. Honolulu también ha acogido el Pro Bowl de la National Football League en febrero de cada año desde 1980, aunque la edición de 2010 se jugó en Miami.[cita requerida] Entre 1993 y 2008, en Honolulu se disputó una liga de béisbol invernal, con jugadores de ligas menores de la MLB, Liga Japonesa de Béisbol Profesional, Organización Coreana de Béisbol, y de las ligas independientes.

## Personas destacadas
- Barack Obama, político, ex presidente de los Estados Unidos (1961).
- Nicole Scherzinger, cantante, actriz, bailarina y modelo (1978).
- Nicole Kidman, actriz (1967).
- Bruno Mars, cantante (1985).
- Lauren Graham, actriz (1967).
- Adriano Emperado, uno de los creadores del kajukenbo (1926 - 2009).
- Israel Kamakawiwoʻole, cantante (1959 - 1997).
- Timothy Olyphant, actor (1968).
- Jason Momoa, actor (1979).
- Tia Carrere, actriz (1967).
- Maggie Q, actriz y modelo (1979).
- Marcus Mariota, deportista (1993).
- Duke Kahanamoku, deportista, padre del surf moderno (1890 - 1968).
- Bobby Wood, futbolista y seleccionado estadounidense (1992).
- Markiplier, comediante y youtuber (1989).
- Alba Chestnut, nadadora y recolectora de frutos secos (1977).
- Micah Christenson, jugador de voleibol de la selección estadounidense (1993).
- Huening Kai, cantante, rapero, bailarín, compositor, modelo y MC (2002).

## Ciudades hermanas
Éstas son las ciudades hermanadas que tiene Honolulu:
| - Bombay, India - Bruyères, Francia - Caracas, Venezuela - Funchal, Portugal - Cancún, México - Manila, Filipinas - Santa Cruz de Mompox, Colombia | - Mombasa, Kenia - San Juan, Puerto Rico - Seúl, Corea del Sur - Sintra, Portugal - Uwajima, Japón - Noreña, España (1960) - Lima, Perú |